# На полпути к Луне
На полпути к Луне — советский чёрно-белый короткометражный фильм 1966 года, третья новелла художественного киноальманаха «Путешествие». Дебютная, дипломная работа и единственный художественный фильм режиссёра Джеммы Фирсовой (ВГИК, художественный руководитель Михаил Ромм).
Фильм снят по одноимённому рассказу Василия Аксёнова, который писатель считал своим лучшим рассказом. Единственный фильм в котором он снялся, причём в роли писателя.

## Сюжет
Шофёр из Сахалинского леспромхоза Валера Кирпиченко отправляется в отпуск. Не задерживаясь в Хабаровске, летит через Москву транзитом на Юг, но встреча в самолёте со стюардессой Таней меняет его планы. В надежде снова встретить девушку, он берёт билет на обратный рейс и начинает летать по этому маршруту туда и обратно, пока не заканчиваются деньги и отпуск.

## В ролях
- Анатолий Азо — Кирпиченко Валера
- Елена Брацлавская — Таня, стюардесса
- Наталья Суровегина — Лариска
- Лев Дуров — Банин, брат Лариски
- Валерий Носик — морячок
- Василий Аксёнов — Пётр, писатель

В эпизодах
- И. Бастриков
- Л. Баулина
- И. Долгополова
- А. Курицын
- Андрей Ладынин — пассажир
- Е. Филатова
- Нелли Снегина
- Виктор Маркин — Маневич, земляк и сослуживец Кирпиченко (нет в титрах)
- Владимир Лемпорт — пассажир с ребёнком[1] (нет в титрах)
- А. Подзоров (нет в титрах)
- Мария Стерникова (нет в титрах)

## Съёмочная группа
- Сценарий Василия Аксёнова
- Постановка Джеммы Фирсовой
- Оператор — Александр Дубинский
- Режиссёр — Фёдор Солуянов
- Художники: Юрий Теребилов, Фёдор Богуславский
- Редактор — Лазарь Лазарев (по его воспоминаниями, он по своей инициативе и из интереса даже участвовал в монтаже)[2], И. Николаева
- Художественный руководитель — Михаил Ромм

## Дополнительно
Фильм входит в киноальманах «Путешествие», состоящий из трёх новелл по рассказам Василия Аксёнова («Пaпa, cлoжи!» peж. И. Ceлeзнёва и «Зaвтpaки copoк тpeтьeгo гoдa» peж. И. Tумaнян). Но долгое время о фильме знали только кинематографисты — альманах сразу «лёг на полку», и о нём вспомнили только в конце 1980-х годов.

Сам Василий Аксёнов лучшим и наиболее верным по духу считал скромный фильм «Путешествие», а в последней новелле у Джеммы Фирсовой он снялся как актёр… Это пожалуй единственный кадр классика в игровом кино.— Историк кино Валерий Босенко
Писатель Василий Аксёнов считал «На полпути к Луне» лучшим своим рассказом. Неоднократно отмечалось (Александром Кабаковым и Евгением Поповым, Дмитрием Быковым), что главный герой Валера Кирпиченко — типичный шукшинский герой, при этом Александр Кабаков заметил, что «„На полпути к Луне“ — это ведь про русский народ».
Стихотворение, которое писатель читает главному герою — сонет № 61 из «Книги песен» Франческо Петрарки: «Благословен день, месяц, лето, час…».
В фильме звучат песни Юрий Визбора «Синий перекресток» и «Ты у меня одна» в исполнении Олега Анофриева и Юрия Визбора.
В сцене знакомства главного героя с Таней звучит песня группы The Brothers Four «Greenfields».
Съёмки фильма велись на рейсах «Аэрофлота» № 27 и № 25 «Хабаровск — Москва», выполняемых на Ту-114 (в съёмках задействованы два самолёта с бортовыми номерами 76469 и 76471). В кадре видны старые аэровокзалы Хабаровска и Домодедово. Также в кадре можно видеть московский ГУМ.

## Название
В фильме, в отличие от рассказа, уточняется смысл названия «На полпути к Луне». Так, во время сцены разговора с писателем сам Аксёнов, играющий роль писателя, на слова героя о его полётах замечает: «Ты же так космическое расстояние налетал — до Луны и обратно!» В рассказе этой фразы нет.
В конце как рассказа, так и фильма главный герой задаёт одному из попутчиков вопрос: «Сколько до Луны километров?» — на что слышит: «Да тысяч триста, что ли» (что неверно). Но если в рассказе, получив ответ, думает: «Недалеко. Плёвое дело», — то в фильме эта фраза им продолжена: «Я уж половину налетал».
В фильме не уточняется сколько полётов совершил герой, но в рассказе указано, что он в какой-то момент уже проделал семь рейсов туда и семь обратно — и это ещё до встречи с писателем, после которой летал ещё два дня.
В отличие от фильма, в рассказе Луна несколько раз появляется в мыслях героя, когда он думает о Тане: «А где-то разгуливает женщина, каких на самом деле не бывает, до каких тебе далеко, как до Луны», «Тани всё не было. … Была Луна, она казалась близкой. Она и в самом деле была недалеко».

## В культуре
В 1994 году Михаил Веллер в рассказе «Ножик Серёжи Довлатова» употребил словосочетание «На полпути к Луне» для иллюстрации состояния эмигранта, дав такую трактовку рассказу и его названию: «незатейливый парняга-работяга, грубый, но в глубине души чистый», которого изменило чувство любви, стал «уже не тот тупой, что был, о жизни задумался — но и интеллигентом не стал ещё: от одних отделился, к другим не пристал, пока, по крайней мере. Ни то ни сё, маета духа, полурождение чего-то». При этом, сам Василий Аксёнов повода к такой трактовке не давал — ещё в 1979 году на заданный Михаилом Веллером вопрос: не имеется ли ввиду в названии что-либо ещё, «кроме того, что это и полпути к счастью, и ни туда и ни сюда?», — он ответил, что нет.
В вышедшей в 2006 году книге «Хлопок одной ладонью» из цикла Василия Звягинцева «Одиссей покидает Итаку» главный герой всего цикла Андрей Новиков упоминает фильм «На полпути к Луне», стюардессу Таню и сыгравшую её актрису Елену Брацлавскую, говоря, что был какое-то время в неё платонически влюблён.